# 日産サティオ群馬
株式会社日産サティオ群馬（にっさんサティオぐんま）とは、群馬県高崎市に本社を置く、日産自動車の販売会社である。

## 沿革
- 1966年（昭和41年）5月13日 - 日産サニー群馬販売株式会社として設立。
- 1999年（平成11年）11月1日 - 株式会社日産サティオ群馬と改称。

## 群馬県内の他日産車販売店
- 群馬日産自動車
- 日産プリンス群馬販売

## 事業所
- 前橋店 - 前橋市平和町1-5-20
- 前橋東店 - 前橋市天川大島町1-32-3
- カーフェスタ高崎 - 高崎市小八木町1682
- 高崎店・ニスモパドック群馬 - 高崎市小八木町1682
- 高崎南店 - 高崎市倉賀野町426
- 桐生店 - 桐生市広沢町5丁目1535
- カーフェスタ伊勢崎 - 伊勢崎市田中島町32-4
- 伊勢崎店 - 伊勢崎市田中島町32-4
- 太田店 - 太田市藤阿久町919
- カーフェスタ沼田 - 沼田市戸鹿野町320-2
- 沼田店 - 沼田市薄根町4417-1
- 館林店 - 館林市北成島町2544
- 渋川店 - 渋川市行幸田286-1
- 藤岡店 - 藤岡市篠塚126-1
- 富岡店 - 富岡市富岡2670
- 中之条店 - 吾妻郡中之条町青山176-1
- 大泉店 - 邑楽郡大泉町朝日2-31-9